# Cicadomorpha

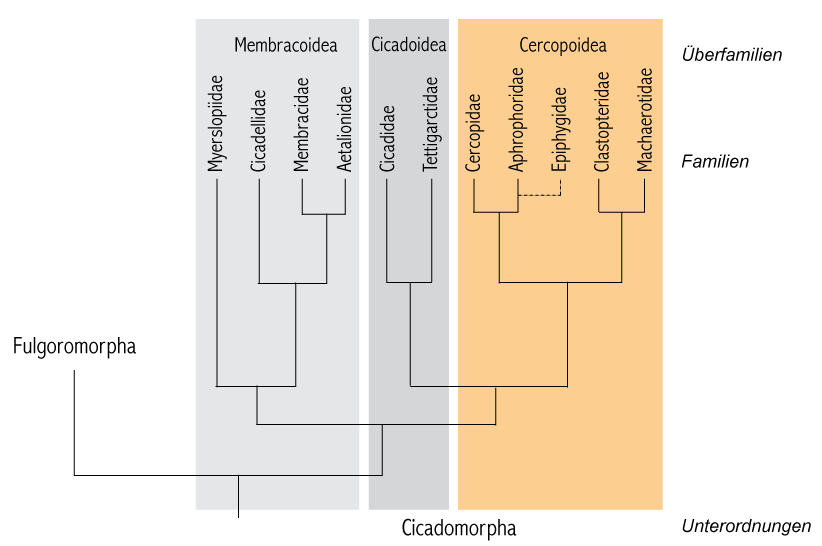
Филогения Cicadomorpha (по Cryan, 2005)

Cicadomorpha (лат.) — инфраотряд цикадовых равнокрылых насекомых.

## Распространение
Всесветное, кроме Арктики и Антарктики.

## Описание
Большинство цикадоморфных насекомых имеет фильтровальную камеру в средней кишке, которая позволяет удалять избыток воды из ксилемы или флоэмы во время питания соками растений. Мелкие и среднего размера равнокрылые насекомые, сосущие соки растений.

## Систематика
Около 35 000 видов, большая часть которых принадлежит семейству Cicadellidae (22000). Выделяют 3 надсемейства. Анализ митохондриальных генов показал (Song, 2017) монофилию каждого из надсемейств внутри Cicadomorpha и их родство в таком порядке: Membracoidea + (Cicadoidea + Cercopoidea). Ранее было показано (Cryan, 2012), что сестринской к ним группой может быть [Fulgoroidea + ((Cicadoidea + Cercopoidea) + Membracoidea)].
- Cercopoidea
  - Aphrophoridae
  - Cercopidae
  - Clastopteridae
  - Epipygidae
  - Machaerotidae
  - †Procercopidae
    - Anthoscytina perpetua
- Cicadoidea[7]
  - Cicadidae
  - Tettigarctidae
- Membracoidea
  - Aetalionidae
  - Cicadellidae
  - Melizoderidae
  - Membracidae
  - Myerslopiidae
- †Hylicelloidea (Mesojabloniidae … Minlagerrontidae … †Hylicellidae (†Vietocycla katyae)
  - Dunstaniidae — Mesogereonidae
- †Palaeontinoidea
  - †Palaeontinidae
- †Prosboloidea (Maguviopseidae …)
- †Scytinopteroidea (Ipsviciidae — Saaloscytinidae …)